# Živko Bertić
Dr Živko Bertić (Kukujevci, Srijem, 1875. – Zemun, 1938.) je bio hrvatski književnik, esejist, satirik, humorist, pisac crtica i pripovijedaka, odvjetnik i političar.

## Životopis
Završio je Klasičnu gimnaziju u Zagrebu 1895. godine. Studirao je pravo u Pragu, a poslije studija odlazi živjeti u Zemun, gdje je 1906. otvorio odvjetnički ured.
Politikom se bavio prije i poslije Prvoga svjetskog rata; prije 1914. je bio vrlo istaknuti član Hrvatsko-srpske koalicije.
Književni rad mu obilježavaju humoristična djela, satira, eseji, crtice i pripovijetke i to iz slavonskog i srijemskog života. Uglavnom je objavljivao djela pod pseudonimom "Živan iz Srema". U temama mu se dosta pojavljuju sentimalno i toplo opisai prizori iz srijemskog sela, njegove svakodnevnice, a posebice rodnog mu sela Kukujevaca.
U njegovim radovima ga kritičari opisivaju kao dostojnog učenika Relkovića i Josipa Kozarca.
Djela:
- Na velike škole (crtica)
- Ženski udesi, Matica hrvatska, 1902.
- Stara kruška

## Vanjske poveznice
- Hrvatska revija  Arhivirana inačica izvorne stranice od 28. kolovoza 2012. (Wayback Machine)